# ألان إس. تومسون
ألان إس. تومسون (بالإنجليزية: Alan S. Thompson)‏ هو ضابط أمريكي، ولد في 1955.